# Sekanina (planetka)
(1913) Sekanina je asteroid vnějšího hlavního pásu objevený 22. září 1928 německým astronomem Karlem Wilhelmem Reinmuthem na observatoři Heidelberg-Königstuhl a předběžně označený jako 1928 SF. Asteroid je součástí rodiny Koronis (FIN: 605), což je velká rodina asi 5 949 kamenných asteroidů pohybujících se na vnější straně hlavního pásu. Jméno astronoma Zdeňka Sekaniny nese planetka od roku 1976.

## Oběžná dráha a fyzické vlastnosti
(1913) Sekanina je kamenný asteroid spektrálního typu S, který oběhne Slunce ve vzdálenosti od 2,881 do 3,094 au jednou za 1 785,9 dní (více než 4,8 let). Jeho oběžná dráha má excentricitu přibližně 0,0742 a inklinaci 1,56523° vůči ekliptice a za den se na ní průměrně posune o 0,2016°. Rovníkový průměr asteroidu je mezi 13,433 až 15,20 km při albedu 0,193 až 0,220, rotační perioda asteroidu trvá přibližně 14,035 hodiny.

## Pozorování asteroidu
Od objevení asteroidu v roce 1928 bylo zaznamenáno více než 4 700 jeho pozorování ze 40 pozic. V roce 1928 byl spatřen ještě třikrát, 7. a 14. října a 6. listopadu, znovu byl zpozorován až 15. března 1950 na observatoři Goethe-Link u Brooklynu v Indianě. 14. července 2001 byl jeho pohyb zaznamenaný i z observatoře v Kleti. Do roku 1976 byl označovaný jako 1928 SF, 1950 EQ , 1959 AB, 1962 QJ, 1969 AY a 1972 RN2.